# Трошкин (аал)
Трошкин (хак. Чоохчыл аалы — Разговорчивое (говорливое) селение) — аал в Ширинском районе Республика Хакасия Российской Федерации. Входит в Ефремкинский сельсовет.

## География
Находится в 34 км на юго-запад от районного центра Шира и железнодорожной станции Шира.

## История
Основано во второй половине половине XVIII века.

## Население
| 2002 | 2010 |
| ---- | ---- |
| 261  | ↗262 |

Число хозяйств — 89, население — 261 чел. (01.01.2004), в том числе хакасы (95 %).

## Известные уроженцы, жители
В аале родился и прожил до своей кончины педагог Коков, Виктор Иванович.
В аале жил Кадышев, Семён Прокопьевич, — хакасский хайджи-нымахчи, мастер исполнения героических сказаний, член Союза писателей СССР (1954). Его дом преобразован в музей.

## Инфраструктура
Работает МУП «Ах-Тас». Имеются общеобразовательная школа, дом культуры, библиотека, музей хакасского хайджи С. П. Кадышева.